# Nasarawa United FC
Der Nasarawa United FC ist ein 2003 gegründeter nigerianischer Fußballverein aus Lafia, der aktuell in der zweiten Liga, der Nigeria National League, spielt.
Der Verein ist auch unter dem Nickname Solid Miners bekannt.

## Erfolge
- Zweite Liga Nigeria: 2004
- Nigeria FA Cup: 2021 (Finalist)

## Stadion
Der Verein trägt seine Heimspiele im Lafia Township Stadium in Lafia aus. Das Stadion hat ein Fassungsvermögen von 10.000 Personen.
Koordinaten: 8° 31′ 21,5″ N, 8° 31′ 32,8″ O

## Saisonplatzierung
| Saison  | Liga                                 | Level | Platz      | Nigerian FA Cup | Nigerian Super Cup | Nigerian Federation Cup |
| ------- | ------------------------------------ | ----- | ---------- | --------------- | ------------------ | ----------------------- |
| 2013    | Nigeria Professional Football League | 1     | 13.        |                 |                    |                         |
| 2014    | Nigeria Professional Football League | 1     | 5.         |                 |                    |                         |
| 2015    | Nigeria Professional Football League | 1     | 3.         |                 |                    |                         |
| 2016    | Nigeria Professional Football League | 1     | 11.        |                 |                    |                         |
| 2017    | Nigeria Professional Football League | 1     | 4.         |                 |                    |                         |
| 2018    | Nigeria Professional Football League | 1     | 12.        |                 |                    |                         |
| 2019    | Nigeria Professional Football League | 1     | 4. (Gr. B) |                 |                    |                         |
| 2019/20 | Nigeria Professional Football League | 1     | 17.        |                 |                    |                         |

1. ↑  Die Saison wurde nach dem 25. Spieltag abgebrochen.

## Trainerchronik
| Trainer             | Nation   | von               | bis               |
| ------------------- | -------- | ----------------- | ----------------- |
| Daniel Amokachi     | Nigeria  | 1. Juli 2006      | 10. Januar 2007   |
| Flemming Serritslev | Dänemark | 1. Juli 2007      | 30. Juni 2009     |
| Kabiru Dogo         | Nigeria  | 1. Juli 2013      | 29. Oktober 2018  |
| Bala Nikyu          | Nigeria  | 2. November 2018  | 26. November 2019 |
| Abubakar Arikya     | Nigeria  | 27. November 2019 | 16. Februar 2020  |
| Bala Nikyu          | Nigeria  | 17. Februar 2020  | heute             |